# The Inner Mounting Flame
Albums de Mahavishnu Orchestra
Birds of Fire
(1973)
The Inner Mounting Flame est le premier album studio du Mahavishnu Orchestra, sorti le 14 août 1971.
L'album s'est classé 11e au Top Jazz Albums et 89e au Billboard 200.
La chanson You Know, You Know a été samplée à plusieurs reprises, notamment par Massive Attack (One Love), Mos Def (Kalifornia), Black Sheep (Similak Child, Flavor of the Month), Jill Scott (The Real Thing), Dilated Peoples (Let Your Thoughts Fly Away) ou encore Blahzay Blahzay (Intro de l'album Blah Blah Blah).

## Liste des titres
Toutes les chansons sont écrites et composées par John McLaughlin.
| 1. | Meeting of the Spirits   | 6:52 |
| 2. | Dawn                     | 5:10 |
| 3. | The Noonward Race        | 6:28 |
| 4. | A Lotus on Irish Streams | 5:39 |

| 1. | Vital Transformation | 6:16 |
| 2. | The Dance of Maya    | 7:17 |
| 3. | You Know You Know    | 5:07 |
| 4. | Awakening            | 3:32 |

## Musiciens
- John McLaughlin : guitare électrique
- Rick Laird : basse électrique
- Billy Cobham : batterie, percussions
- Jerry Goodman : violon
- Jan Hammer : claviers, orgue Moog